# Neotrichia amplio
Neotrichia amplio is een schietmot uit de familie Hydroptilidae. De soort komt voor in het Neotropisch gebied.